# Verdal Station
Verdal Station (Verdal stasjon) er en jernbanestation på Nordlandsbanen, der ligger i byen Verdalsøra i Verdal kommune i Norge. Den består af nogle få spor, to perroner og en stationsbygning med ventesal og toilet.
Stationen åbnede 1. november 1904, da banen blev forlænget dertil fra Levanger. Den fungerede som endestation, indtil det næste stykke til Sunnan åbnede 15. november 1905. Oprindeligt hed den Værdalen, men den skiftede navn til Verdal 1. juni 1919. Den blev fjernstyret 6. december 1977 og gjort ubemandet 1. juni 2001.
Stationsbygningen blev opført i 1902 efter tegninger af Paul Armin Due. Den toetages bygning er udført med en stueetage i mursten og en overbygning i rødmalet træ. Førstesalen har en altan ud mod sporene.